# Spinococcus morrisoni
Spinococcus morrisoni är en insektsart som först beskrevs av Kiritshenko 1936.  Spinococcus morrisoni ingår i släktet Spinococcus och familjen ullsköldlöss. Inga underarter finns listade i Catalogue of Life.